# Nurkowanie

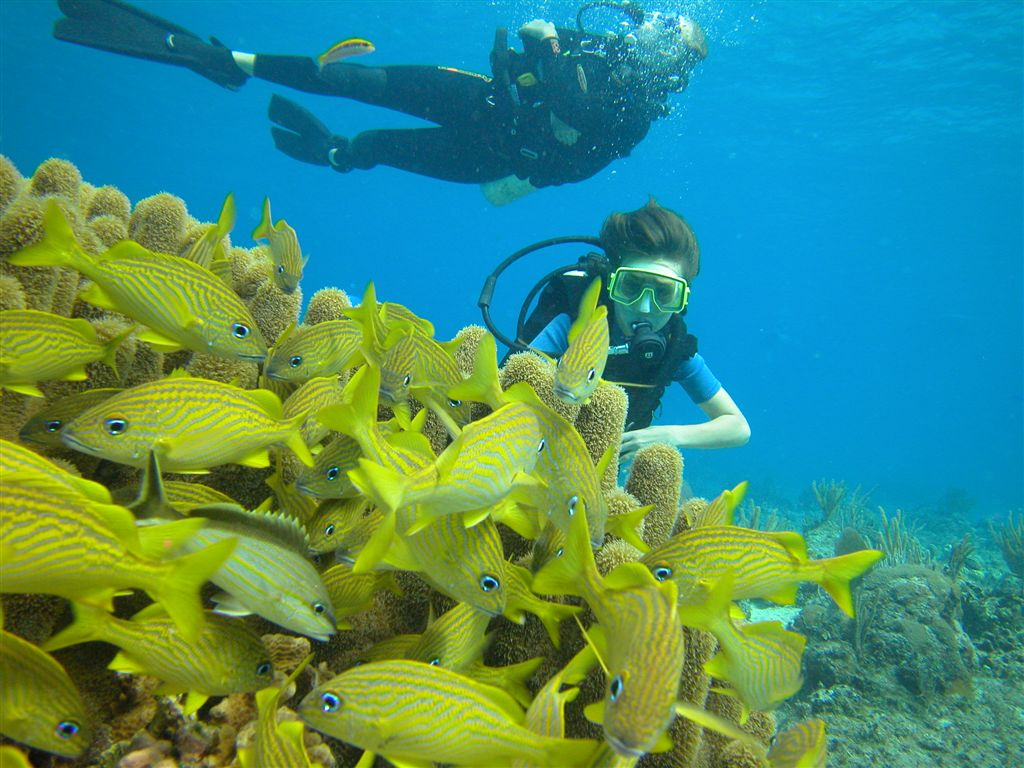
Nurkowanie z użyciem aparatu oddechowego

Nurkowanie – przebywanie pod wodą przy wykorzystaniu odpowiedniego sprzętu lub na tzw. zatrzymanym oddechu (freediving), w celach rekreacyjnych, sportowych, naukowych, technicznych, ratunkowych lub militarnych. Nurkowanie z akwalungiem (ang. scuba diving) oraz nurkowanie na zatrzymanym oddechu jest zaliczane do sportów ekstremalnych.
Nurkowanie na tzw. zatrzymanym oddechu polega na zanurzeniu się na pewną głębokość bez możliwości oddychania pod wodą. Podstawowym sprzętem jest tzw. sprzęt ABC (maska, fajka, płetwy), zestaw umożliwiający tzw. snorkeling.

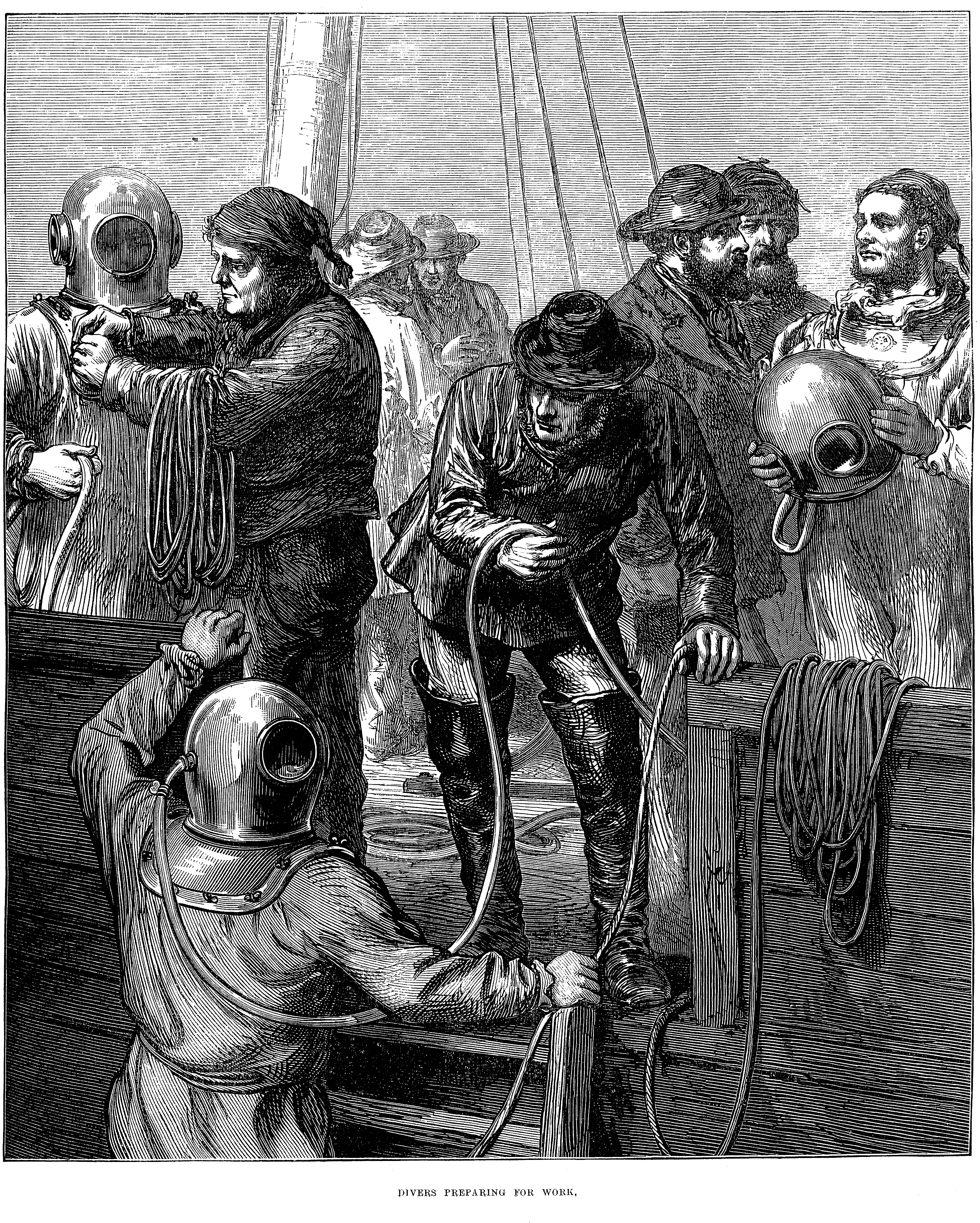
Okładka The Illustrated London News z 1873 przedstawiająca nurków

Alternatywą jest użycie sprzętu umożliwiającego oddychanie sprężonym powietrzem (lub inną mieszanką gazów), co pozwala na dłuższe przebywanie pod wodą.

## Rodzaje nurkowania
Wyróżnia się następujące rodzaje nurkowania:
- snorkeling – oglądanie podwodnego świata podczas unoszenia się na wodzie, z wykorzystaniem sprzętu ABC. Bardzo popularne np. w Egipcie,
- bezdechowe (freediving) – nurkowanie na wstrzymanym w płucach powietrzu (zatrzymany oddech),
- płetwonurkowanie – rekreacyjne do głębokości 40 m, dostępne nawet dla dzieci już od 10–12 lat (na znacznie mniejsze głębokości i pod opieką instruktora) bez wyznaczonej górnej granicy wieku, określonej stanem zdrowia kandydata,
- techniczne – dekompresyjne, trudne logistycznie, przekraczające limity rekreacyjne (zarówno głębokości lub czasu pobytu pod wodą), związane ze zmianami mieszanin oddechowych pod powierzchnią wody, wykonywane z użyciem bardziej skomplikowanych konfiguracji i większej ilości sprzętu, złożonym planowaniu, dla osób o bardzo dobrym stanie zdrowia,
- wrakowe – wiążące się z penetracją wnętrza zatopionych wraków oraz innych obiektów będących dziełem człowieka (np. zatopionych platform wiertniczych),
- nurkowanie jaskiniowe (podwodna penetracja zalanych korytarzy, sztolni, jaskiń) – nurkowanie bez możliwości wynurzenia się pionowo na powierzchnię, niekoniecznie głęboko, ale niekiedy daleko od wyjścia. Wymaga wielu umiejętności wykraczających poza nurkowanie rekreacyjne,

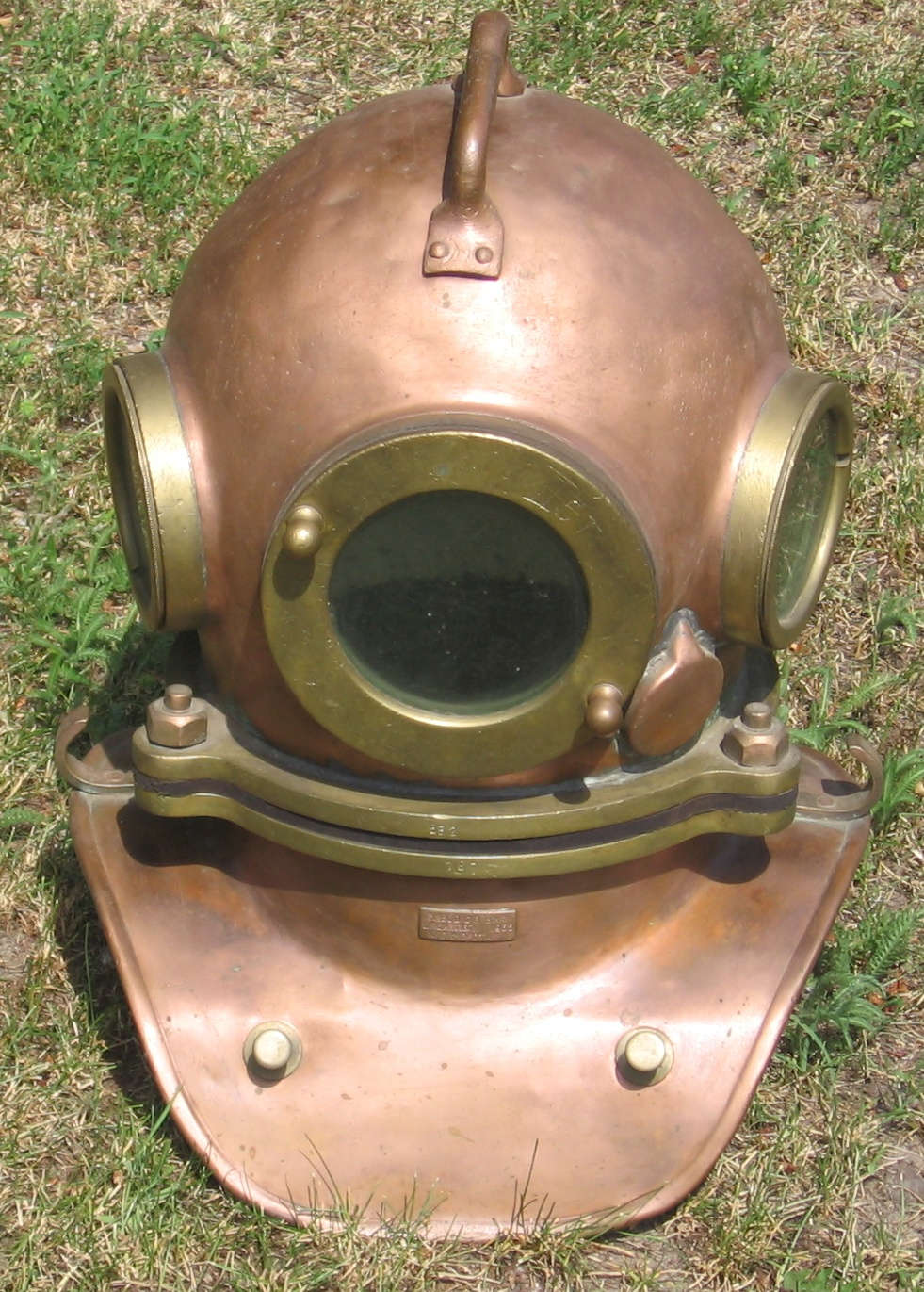
Hełm nurka klasycznego

- komercyjne (zawodowe, prace podwodne) – często saturowane, bardzo trudne nurkowania z użyciem skomplikowanego sprzętu nurkowego, daleko odbiegającego od stosowanego w przypadkach wymienionych powyżej, często z powietrzem lub innym gazem dostarczanym z powierzchni wody ze stacji obsługującej, nadzorujące i zabezpieczającej pracę nurka. Wymagania stawiane kandydatom są bardzo wysokie i dotyczą predyspozycji psychofizycznych i innych umiejętności wykorzystywanych do skomplikowanych prac w nieprzyjaznych, podwodnych warunkach. Do wykonywania takich prac są dopuszczane osoby posiadające ukończone specjalistyczne kursy i legitymujące się odpowiednimi dokumentami,
- saturowane – w którym poziom gazu obojętnego wchłoniętego przez organizm nurka, a pochodzącego z mieszaniny oddechowej, osiąga największą możliwą dla danego ciśnienia zewnętrznego wartość. Wykorzystuje się do tych celów komory dekompresyjne, w których nurkowie przebywają 4-5 tygodni. Nurkowie oddychają mieszanką tlenu i helu (HeO2).

## Sprzęt do nurkowania
Nurkowanie (szczególnie niekomercyjne) wymaga używania:
- sprzętu ABC – tzw. ABC nurkowe (maska, fajka, płetwy),
- butli (jednej lub więcej) ze sprężonym powietrzem (najczęściej) lub innym gazem (np. nitrox, trimix),
- automatu oddechowego, który redukuje ciśnienie z butli do ciśnienia otoczenia umożliwiając swobodne oddychanie (obecne standardy bezpieczeństwa wymagają posiadania dwóch),
- kompensator pływalności (ang. BCD) (tzw. z ang. jacket) lub skrzydło (odmiana kompensatora pływalności) do regulacji/kontroli pływalności,
- skafandra nurkowego mokrego lub suchego w zależności od warunków, głównie temperatury wody, w jakich nurek przebywa oraz czasu nurkowania,
- ciężarków ołowianych (tzw. balastu) rekompensujących dodatnią pływalność ww. skafandrów,
- komputerów lub tabel nurkowych, głębokościomierza i zegarka do określenia bezpiecznej głębokości, czasu przebywania pod wodą i pozostałego czasu bezdekompresyjnego (nurkowania rekreacyjne) lub określenia dekompresji do wykonania pod wodą (nurkowania pozostałe) zgodnie z planem nurkowania,
- manometru do określenia ilości czynnika oddechowego w butli (wyrażonej w barach, psi lub MPa),
- oświetlenia w postaci co najmniej jednego źródła światła (latarka nurkowa, lampa HID, lampa LED),
- narzędzia tnącego (noża, lub sekatora), służących m.in. do: czynności związanych z nurkowaniem jak: podważanie, drobne pomiary (miara na niektórych nożach) lub niekiedy oswobadzania się w przypadku zaplątania w sieci.

Niegdyś, gdy manometry nie były tak dostępne, używano również tzw. zaworu rezerwy (zaworu typu J). Zawór zmniejszał przepływ powietrza do automatu, zwiększając opory oddechowe co informowało nurka o końcówce powietrza. Po zwolnieniu specjalnej dźwigni, przepływ wracał do pierwotnego stanu. Zawór przymykał się w granicach 30-50barów co pozwalało na bezpieczne i zgodne z procedurami wynurzenie się.

## Zasady dobrego nurkowania
Zasady dobrego nurkowania to przede wszystkim zasady nurkowania bezpiecznego, zarówno dla siebie, jak i innych nurkujących osób. W przypadku chęci nurkowania „ze sprzętem”, tzn. z użyciem zestawu powietrznego, butli, automatu, pozwalających na dłuższe przebywanie pod wodą niż to, na które pozwala nam fizjologia, trzeba pamiętać o:
- odbyciu kursu nurkowania z butlą pod okiem instruktora. W przeciwnym razie można narazić się na poważne uszczerbki na zdrowiu i to już nurkując na głębokości, które można spotkać w basenach – tzn. już np. na 4 m, gdyż właśnie na pierwszych metrach zanurzenia zachodzą największe zmiany objętości danej ilości powietrza (w szczególności powietrza zatrzymanego w płucach),
- podczas zanurzania należy pamiętać, aby „wyrównywać ciśnienie” (poprzez np. dmuchnięcie przy zamkniętych ustach i nosie zamkniętym poprzez zaciśnięte na nim palce – próba Valsalvy) w celu wyrównania ciśnienia w naturalnych przestrzeniach powietrznych w ciele ludzkim (głowa, zatoki). Wyrównywanie ciśnienia należy powtarzać możliwie często – częściej niż czujemy ucisk/dyskomfort w uszach. Nieprzestrzeganie tego może spowodować ból, a następnie uraz ucha, aż do pęknięcia błony bębenkowej ucha. Możemy też spotkać się z efektem odwrotnym: uwięzieniem powietrza w przestrzeniach powietrznych (ucho wewnętrzne, zatoki) przy wynurzaniu, gdy powietrze rozpręża się. Najczęstszym powodem jest katar (śluz zamyka przestrzenie uniemożliwiając samoistne wyrównanie ciśnienia – należy zwolnić wynurzanie i wykonać odwrotny manewr niż przy zanurzaniu: zrobić wdech przy zamkniętych ustach i zaciśniętych na nosie palcach),
- nigdy nie nurkować w pojedynkę – należy pamiętać, że partner jest potrzebny w wielu sytuacjach: od sprawdzenia sprzętu przed zanurzeniem, weryfikacji danych, jakie podają własne przyrządy pomiarowe, aż do sytuacji awaryjnych, gdy awarii ulega nasz własny sprzęt lub zawiedzie nasz organizm. Jedyny wyjątek stanowią nurkowie techniczni, którzy mogą czasami decydować się na samotne nurkowania ze względu na skrajne niebezpieczeństwo, które im towarzyszy,
- przy wynurzaniu należy bezwzględnie pamiętać, aby nie zatrzymywać oddechu. Należy więc oddychać spokojnie i ciągle wydychać powietrze. Jak wiadomo, przy wynurzaniu zmniejsza się działające na nas ciśnienie, dzieje się tak również wewnątrz naszych płuc. Wzięcie 3 litrowego oddechu na 20 m powoduje, że na powierzchni byłoby to już 9 litrów – a to przekracza objętość płuc i co za tym idzie – powoduje urazy ciśnieniowe (a czasami nawet śmierć).

Flaga A kodu sygnałowego „Mam nurka pod wodą, bądź ostrożny”, wywieszana jest na jednostce pływającej

Flaga informująca o położeniu nurka

## Płetwonurek młodzieżowy
Dostępne jest uzyskanie patentu płetwonurka młodzieżowego, dla osób poniżej 14 lat (CMAS). Patent płetwonurka młodzieżowego dzieli się na:
- stopień brązowy (8 lat) – podstawowy kurs
- stopień srebrny (10 lat) – kurs na st. brązowy + skok z łodzi (platformy)
- stopień złoty (12 lat) – kurs na st. brąz. i srebrny + skok z łodzi do tyłu i nurkowanie na 8m.

Posiadacz patentu płetwonurka młodzieżowego z najwyższym stopniem uzyskuje prawa do nurkowania do 10m z osobą towarzyszącą.
Po ukończeniu 14 lat można zdawać na tzw. P1, czyli pierwszy stopień płetwonurka.
Szkolenie dzieci i młodzieży w organizacji PADI wygląda następująco:
Program dla najmłodszych tylko na basenie:
- Bubblemaker – od 8 roku życia, do głębokości 2 metrów, na basenie i wodach otwartych.

Bubblemaker to program zapoznający z nurkowaniem. Nie jest kursem nurkowym tylko doświadczeniem. Polega na nurkowaniu pod nadzorem Instruktora.
- Seal Team – od 8 roku życia, tylko na basenie, do głębokości 4 metrów.

Seal Team to program będący wstępem do kursu nurkowania. Podczas kolejnych zajęć basenowych zebranych w 5 podstawowych, oraz 10 dodatkowych „misjach” dziecko ma możliwość nauczyć się pod kierunkiem instruktora podstaw umiejętności nurkowych oraz zobaczyć jak atrakcyjne może być nurkowanie kiedy np. w zaciemnionym basenie pływamy z latarkami, uczymy się posługiwać kompasem czy pływamy wokół wykonanego z rurek pcv „wraku” statku.
- Junior OWD (10-11) – od 10 roku życia, na basenie i wodach otwartych do 12 metrów.

Junior OWD to pełny kurs nurkowania zawierający takie same elementy jak kurs dla dorosłych tylko ograniczony do głębokości 12 metrów. Po kursie dziecko może nurkować z rodzicem lub Divemasterem PADI.
Zwykle kursy płetwonurkowe robi się podczas jednego-dwóch weekendów.

## Organizacje nurkowe
- PADI (Professional Association of Diving Instructors) – największa na świecie organizacja szkoląca płetwonurków na wszystkich poziomach zaawansowania rekreacyjnego i zawodowego. Standardy nurkowe wyznaczone przez PADI są w większości przyjmowane przez pozostałe znaczące organizacje na świecie.(PADI) Master Scuba Diver

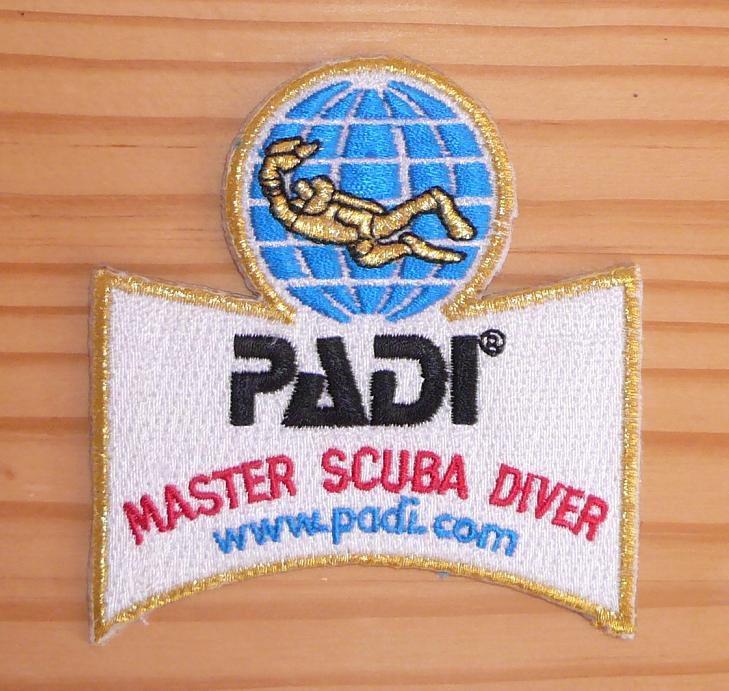
(PADI) Master Scuba Diver

- CMAS (Confederation Mondiale desActivites Subaquatiques) – federacja zrzeszająca organizacje nurkowe z całego świata, założona w 1958 roku. W Polsce organizacjami afiliowanymi przez CMAS są: KDP PTTK – Komisja Działalności Podwodnej, Polski Związek Płetwonurkowania, Komisja Płetwonurkowania LOK.
- TDI Technical Diving International – największa na świecie organizacja szkoląca nurków technicznych.
- SDI Scuba Diving International – siostrzana organizacja do TDI szkoląca nurków rekreacyjnych
- NAUI National Association of Underwater Instructors
- SSI Scuba Schools International
- BSAC
- PSAI Professional Scuba Association International
- CEDIP – European Committee of Professional Diving Instructors (Comité Européen Des Instructeurs de Plongée professionnels)- Europejska organizacja dla profesjonalnych instruktorów nurkowania reprezentowana przez 16 europejskich organizacji nurkowych. W Polsce CEDIP jest reprezentowany przez Szkołę Profesjonalnych Instruktorów Nurkowania SPIN.
- IANTD – najstarszą federacją prowadzącą szkolenia techniczne jest IANTD utworzone na początku lat 80. w USA przez Dicka Rutkowskiego. Federacja ta od początku promowała korzystanie z mieszanek oddechowych (nitrox, trimix) zamiast sprężonego powietrza. Z tego powodu przez wiele lat była wyklęta przez inne federacje i tak naprawdę popularna stała się w połowie lat 90. Obecnie IANTD jest najpopularniejszą i największą federacją techniczną, choć oferuje także kursy nurkowania rekreacyjnego. W USA programy nurkowania jaskiniowego są kompatybilne z programami federacji czysto jaskiniowych jak NSS-CDS czy NACD. IANTD jest bardzo popularna w USA, Europie, Azji. Folizofią IANTD jest „IANTD believes it is better to be safe, cautious and demanding in training than to have one accident”.
- IDA
- UDI
- GUE – Global Underwater Explorers GUE należy do najmłodszych federacji. Jednocześnie jest to federacja bardzo prężnie się rozwijająca. Związana z osobą Jarroda Jablonskiego, GUE oferuje bardzo spójny program oparty na filozofii DIR (Doing it Right) wywodzącej się z systemu Hogarthian. Nurkowie GUE są znani z wielu spektakularnych wypraw nurkowych (Britannic, projekt Wakula). Mimo że znana na całym świecie, to jeszcze rzadko spotykana.

## Wymagania ogólne
Każdy rodzaj nurkowania wymaga:
- określenia stanu zdrowia
- odpowiedniego przygotowania, szkolenia, w organizacji zajmującej się szkoleniem nurkowym.

Nurkowanie zawsze powinno wykonywać się przynajmniej w parze z innym nurkiem. Jest to wymóg zarówno formalny, jak i wynikający ze zdrowego rozsądku. W nurkowaniu rekreacyjnym nurkowanie z partnerem(-ami) jest obowiązkowe. Główna zasada bezpieczeństwa nurkowania mówi: Planuj każde nurkowanie i nurkuj zgodnie z tym planem – ang. Plan the dive, dive the plan.